# Mező Tamás (tanár)
Mező Tamás Zsolt (Budapest, 1956. március 26. –) Rátz Tanár Úr-életműdíjas, kémia–fizika szakos középiskolai tanár.

## Életpályája
Középiskolai tanulmányait a nagykőrösi Arany János Gimnázium fizikatagozatán végezte. A szegedi József Attila Tudományegyetemen 1980-ban kémia-fizika szakos középiskolai tanári oklevelet szerzett.
Pályáját a SZOTE Radiológiai Klinikáján kezdte, ahol nyolc éven át dolgozott fizikusként. Napi munkája mellett részt vett az egyetemi oktatásban is, gyakorlatokat vezetett, illetve az egyetem felvételire előkészítő táboraiban középiskolás diákokat tanított. Az egyetemen eltöltött évek alatt több tudományos közleménye jelent meg folyóiratokban. Egyetemi doktori értekezését radiológiából írta 1985-ben.
1995 óta oktatási szakértő, 2000-ben közoktatás-vezető szakirányban szerzett oklevelet. 1988-tól a szegedi Radnóti Miklós Kísérleti Gimnázium és Általános Iskola tanára lett és másfél év kihagyással azóta is ott tanít. (1999–2000 között a szegedi Eötvös József Gimnázium igazgatója volt.)
Tanítványai kiválóan szerepeltek a különböző nemzetközi és országos fizika tanulmányi versenyeken  (Nemzetközi Fizikai Diákolimpia, a Nemzetközi Junior Természettudományos Olimpia, az Eötvös-verseny és  Mikola Sándor Országos Középiskolai Tehetségkutató Fizikaverseny, az Öveges József Emlékverseny, Országos Középiskolai Tanulmányi Verseny). Diákjai rendszeresen részt vesznek a Középiskolai Matematikai és Fizikai Lapok különböző fizikaversenyein is.
2004 óta vesz részt a Mikola Sándor Országos Középiskolai Tehetségkutató Fizikaverseny és Vermes Miklós Fizikaverseny versenybizottságának munkájában.

## Publikációi (válogatás)

### Könyvek
- Fizika 9 : Mozgástan, erőtan, munka, energia, teljesítmény, Szeged, Maxim Kiadó, 2008. ISBN 978-963-2160-115
- Fizika 11 : Hullámtan, elektromágneses jelenségek, modern fizika, Szeged, Maxim Kiadó, 2009. ISBN 978 963 261 094 8
- Tematikus feladatgyűjtemény fizikából, (társszerzőkkel), Szeged, Maxim Kiadó, 2012. ISBN 978 963 962 498 6
- Fizika 9, Szeged, Maxim Kiadó, 2013. ISBN 978 963 261 259 1

### Cikkek
- Mozgómezős héjbesugárzás az emlőrák műtét utáni kezelésében, (társszerzőkkel), Magyar Onkológia, 27 : 58–62, 1983.
- A Mantel technika megvalósítása a SZOTE Radiológiai Klinikáján, (társszerzővel), Kórház és Orvostechnika, 21 : 186–188, 1983.
- A glottikus és szupraglottikus gégerákok mozgómezős telekobalt sugárkezelésének értékelése, korai eredmények, (társszerzőkkel), Magyar Onkológia, 28 : 188-195, 1984.
- Fizikai problémák a besugárzástervezésben, (egyetemi doktori értekezés),  SZOTE Radiológiai Klinika, Szeged, 1985.

## Díjai, kitüntetései
- Fényes Imre-díj (2006)
- Ericsson-díj (2007)
- Vermes Miklós-díj (2010)
- Szeged ifjú tehetségéért-díj (2012)
- BONIS BONA - A Nemzet Tehetségeiért-díj (2013)
- MOL MESTERM-díj (2013)
- Rátz Tanár Úr-életműdíj (2015)